# (11871) Norge
(11871) Norge (1989 TP7) – planetoida z pasa głównego asteroid okrążająca Słońce w ciągu 3,35 lat w średniej odległości 2,24 j.a. Odkryta 7 października 1989 roku.